# Honda Crosstourer
La Honda Crosstourer (reso graficamente CrossTourer), chiamata anche Honda VFR 1200X, è un motociclo prodotto dal 2012 al 2016 dalla casa motociclistica giapponese Honda.

## Storia
In un'ottica di diretta concorrenza alla tedesca BMW, è stata presentata anche una versione "adventure" della VFR 1200, che venne denominata Crosstourer.
Questa moto, che si propone, in modo particolare, come diretta concorrente in un primo momento della BMW R1200 GS e della Ducati Multistrada 1200, e, successivamente, delle nuove KTM Adventure 1198 e Aprilia Caponord 1200.
Presentata all'EICMA 2011,
la Crosstourer è alimentata da un motore V4 da 1237 cm³, che è una versione rielaborata del motore che viene utilizzato per sulla VFR 1200F del 2010. La mappatura della centralina e dell'iniezione del carburante, l'albero a camme e la fasatura delle valvole sono stati tutti rivisti per erogare una potenza inferiore rispetto alla VFR 1200F, dichiarata da Honda di 95 kW (127 CV) contro i 127 kW (170 CV) della VFR.
Il passo viene lievemente aumentato e viene dotata dall'origine del sistema Traction Control (disinseribile) per evitare che la potenza della moto, già presente a regimi più bassi rispetto alla F, possa innescare impennate non desiderate da utenti meno esperti.
Riguardo all'impianto frenante, rispetto alla VFR 1200 F, la Crosstourer monta anteriormente delle pinze freno flottanti a 3 pistoncini con pastiglia singola. Ovviamente, per coniugare sia un uso stradale (sebbene la velocità massima è autolimitata a circa 210 km/h), che un uso in fuoristrada, la frenata è stata resa meno aggressiva della VFR 1200 F.
La rapportatura del cambio, rispetto alla VFR 1200 F, rimane inalterata mentre il motore subisce un ovvio ridimensionamento della potenza (circa 40 CV in meno), eliminando anche lo scambiatore acqua/olio; inoltre viene anche ridotto di 1 cm il diametro dei collettori di scarico che passano da 38 mm a 28 mm, così da permettere una coppia superiore a quella della VFR 1200 F ma fino ai 6000 rpm, range di maggiore uso del motore per questa categoria di moto.
La Crosstourer è dotata di un classico cambio manuale sequenziale a sei marce o in opzione ad un cambio a doppia frizione (DCT), che consente al pilota di cambiare marcia manualmente senza azionare manualmente la frizione.o di lasciare che sia il cambio stesso a selezionare la marcia appropriata come se fosse una trasmissione automatica. Il sistema DCT viene anch'esso derivato dalla VFR1200F.
I consumi, rispetto alla VFR 1200 F, restano sostanzialmente invariati, ma cresce l'autonomia, dal momento che la Crosstourer monta un serbatoio più grande di ben 22,5 litri reali.